# جایزه بزرگ آلمان ۱۹۵۹
جایزه بزرگ آلمان ۱۹۵۹ (انگلیسی: ‎1959 German Grand Prix‎) یک مسابقهٔ موتوری در رشتهٔ اتومبیل‌رانی فرمول یک بود که در تاریخ ۲ اوت ۱۹۵۹ در آووس واقع در برلین غربی، آلمان غربی برگزار شد. این گراند پری در میان ۹ گراند پری در فصل ۱۹۵۹، مسابقهٔ شمارهٔ ۶ بود.
در این مسابقه که در ۲×۳۰ دور و به مسافت ۴۹۸٫۰۰ کیلومتر (۳۰۹٫۴۴۳ مایل) برگزار شد، پول پوزیشن توسط تونی بروکز کسب شد و سریع‌ترین زمان برای طی یک دور پیست که برابر با ۲:۰۴٫۵ بود نیز توسط تونی بروکز به ثبت رسید.
تونی بروکز از تیم فراری، دن گرنی از تیم فراری و فیل هیل از تیم فراری به‌ترتیب مقام‌های اول تا سوم مسابقه را کسب کردند.

## رده‌بندی قهرمانی پس از مسابقه
|       | جایگاه | راننده            | امتیاز |
| ----- | ------ | ----------------- | ------ |
|       | ۱      | جک برابام         | ۲۷     |
|       | ۲      | تونی بروکز        | ۲۳     |
|       | ۳      | فیل هیل           | ۱۳     |
| ۲     | ۴      | یواخیم بونیر      | ۱۰     |
| ۴     | ۵      | ماریس ترینتیگنانت | ۹      |
| منبع: |        |                   |        |

|       | جایگاه | سازنده       | امتیاز |
| ----- | ------ | ------------ | ------ |
|       | ۱      | کوپر-کلیمکس  | ۲۹     |
|       | ۲      | فراری        | ۲۴     |
|       | ۳      | بی‌آرام       | ۱۶     |
|       | ۴      | لوتوس-کلیمکس | ۳      |
| منبع: |        |              |        |

یادداشت
- تنها پنج جایگاه نخست از هر رده‌بندی نمایش داده شده‌است.